# Fotios Zaharoglou
Fotios Zaharoglou (* 9. April 1963 in Thessaloniki) ist ein griechischer  Informatiker.
Zaharoglou erwarb sein Diplom in Elektrotechnik 1986 an der Aristoteles-Universität Thessaloniki, war danach am Caltech (Master-Abschluss 1987) und wurde 1993 an der University of California, San Diego, bei Michael Saks promoviert (Distributed data structures and wait-free computation).
2004 erhielt er den Gödel-Preis mit Maurice Herlihy, Nir Shavit und Michael Saks für seinen Aufsatz mit Saks: Wait-Free k-Set Agreement is Impossible: The Topology of Public Knowledge (SIAM Journal on Computing, Band 29, 2000, S. 1449–1483). Die Arbeiten zeigten die Rolle der Topologie in der Lösung von Problemen des verteilten Rechnens.